# Norman Walker
Norman Walker (Bolton, 28 de outubro de 1892 – 4 de novembro de 1963) foi um diretor de cinema britânico. Na década de 1940, ele montou sua própria empresa chamada G.H.W. Productions, apoiada pela Rank Organisation, e lançou quatro filmes.

## Filmografia selecionada
- Tommy Atkins (1928)
- The Middle Watch (1930)
- The Shadow Between (1931)
- Fires of Fate (1932)
- The House of Trent (1933)
- Dangerous Ground (1934)
- Lilies of the Field (1934)
- Turn of the Tide (1935)
- Sunset in Vienna (1937)
- The Great Mr. Handel (1942)
- Hard Steel (1942)
- They Knew Mr. Knight (1946)
- John Wesley (1954)